# Primarias del Partido Republicano de 2008 en Wisconsin
Las Primarias republicanas de Wisconsin, 2008 fueron el 19 de febrero de 2008.John McCain es proyectado ganador por CNN.

## Encuestas a las primarias

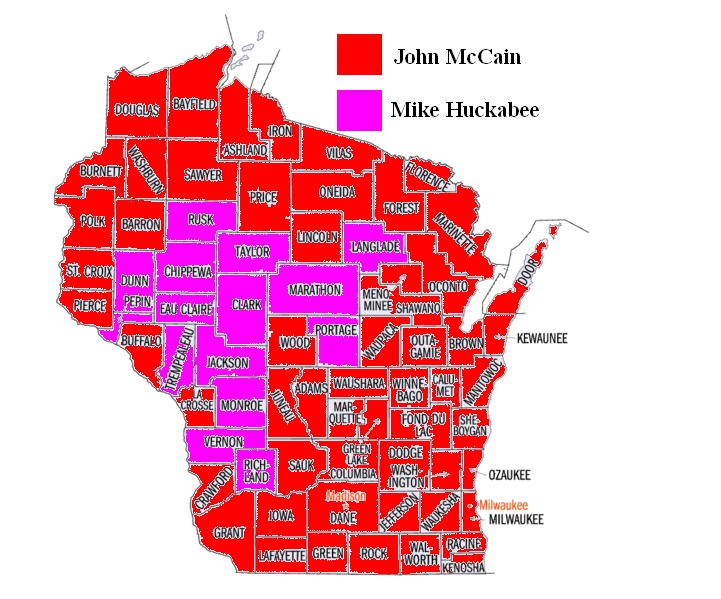

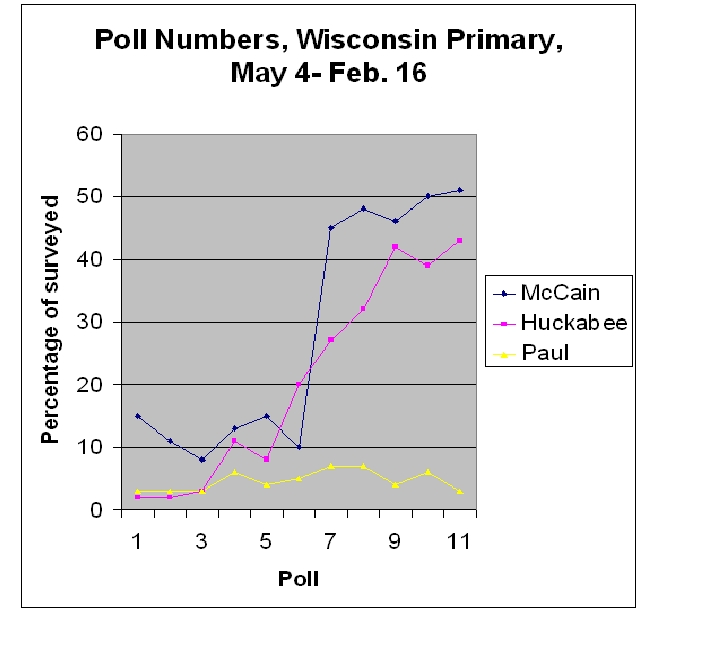

Últimos promedios de 3 encuestas
| Candidato     | ARG ENCUESTA Feb. 18 | PPP ENCUESTA Feb. 17 | ARG ENCUESTA Feb. 16 |
| ------------- | -------------------- | -------------------- | -------------------- |
| John McCain   | 51                   | 50                   | 46                   |
| Mike Huckabee | 43                   | 39                   | 42                   |
| Ron Paul      | 3                    | 6                    | 4                    |

## Resultados
| Candidato     | Votos   | Porcentajes | Delegados |
| ------------- | ------- | ----------- | --------- |
| John McCain   | 224,206 | 55.68%      | 34        |
| Mike Huckabee | 151,201 | 37.55%      | 6         |
| Ron Paul      | 19,210  | 4.77%       | 0         |
| Mitt Romney*  | 8,082   | 2%          | 0         |
| Total         | 402,699 | 100%        | 40        |